# ハリー・ロケ
ヘルミニオ・「ハリー」・ロペス・ロケ・ジュニア（Herminio " Harry " Lopez Roque Jr. タガログ語: [ˈrɔkɛ] ; 1966年10月21日～）は、フィリピンの弁護士、政治家、元法学教授でロドリゴ・ドゥテルテ大統領の元報道官。2017年から2018年にドゥテルテの大統領報道官を初めて務め、2020年4月に再任されてから2021年11月に辞任するまで報道官を務めてきた。以前は、2016年から2017年までKABAYANの党派別代表を務め、フィリピン大学法学部で15年間、憲法と国際公法を教えていた。
彼はロドリゴ・ドゥテルテ大統領から大統領報道官への就任を要請され、2017年10月27日、アーネスト・アベラの後任としてロケが正式に任命された。2017年11月22日には大統領報道官と並行して人権担当の大統領顧問に任命された。
ロケは、アジア国際法学会（AsianSIL）の諮問委員会のメンバーでもあり、2018年から2019年までAsianSILの会長を務めた。

## 教育
ロケは1986年にミシガン大学アナーバー校で文学士号（経済学・政治学）を取得し、1990年にフィリピン大学で法学士号、1996年にロンドン・スクール・オブ・エコノミクスで法学修士号を取得した。

## 法務経歴
ロケが創設者の一人である権利擁護団体「国際法センター」（Centerlaw）を通じて、ロケと彼のチームは2009年のアンパトゥアン虐殺の被害者や、大日本帝国陸軍による組織的なレイプと虐待の被害者であるマラヤ・ロラス、殺害されたトランスジェンダーのジェニファー・ラウドの家族、そして殺害されたパラワンの環境保護活動家でメディア関係者のジェリー・オルテガの家族などを代理してきた。
ロケは最高裁判所で何度か弁論を行っている。最高裁のウェブサイトでは引退した最高裁判事のアントニオ・エドゥアルド・B・ナチュラが「最高裁判所での弁論の際に感銘を受けた人物の1人」として彼を挙げている。
彼はまた、サイバー犯罪法に対して提起された特定の問題について議論することを許可された5人の弁護士の1人である。
ロケは、フィリピン政府から2021年の国際法委員会に推薦された。候補者として彼は新型コロナワクチンの平等な入手に関する国際条約や、地球温暖化で海面下に沈む可能性のある国家の恒久的な存在を認めることなどを提案した。しかし、ドゥテルテ政権の一員であることを理由に、自由法務支援グループ、母校のフィリピン大学ディリマン校の執行委員会およびUP Integrated High Schoolなどが、彼の指名に反対を表明しており、最終的に争われた8議席のうちの1つを獲得するための十分な票を獲得できなかった。

## 政治キャリア

### 下院議員
下院議員に就任後、ロケは「国際法センター」（Centerlaw）のメンバーを辞任した。ロケは2017年9月6日に下院の第3回最終読会で可決された国民皆保険法案の主要作成者であり、本会議の討論で本法案を擁護した。
ロケはまた、Comelecの元議長アンドレス・バウティスタに対する弾劾訴訟を支持した3人の議員のうちの1人であった。

### 大統領府報道官

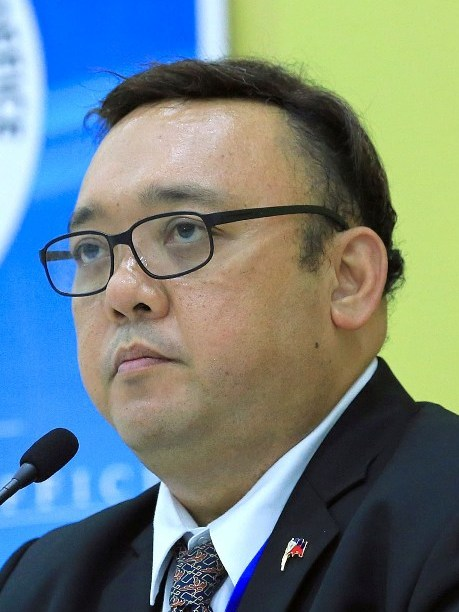
2017年に大統領府報道官に就任したロケ

ロケは2017年11月6日にドゥテルテ大統領の報道官に就任した。ドゥテルテによれば、ロケは自分のように「少しいたずらっ子のような話し方」をするので、この役に適しているという。ロケは、ドゥテルテが大統領の発言を理解できる人を探していたと言い、ソフトな話し方をする彼の前任者エルネスト・アベラを「本当に牧師のようだ」と評した。2018年、ロケは大統領報道官に就任した際に「私の個人的な意見を失った」と述べ、仕事の性質上、ロドリゴ・ドゥテルテ大統領の立場を中継して伝える必要があると付け加えた。彼は国際刑事裁判所（ICC）を支持するなど、報道官の就任前の彼の個人的な意見を支持すると主張している。報道官として、彼はドゥテルテ大統領が決定したフィリピンのICC加盟脱退を支持した。
2018年8月、ダバオでのレイプ率が高いのは魅力的な女性がたくさんいることが原因であるというドゥテルテの発言が物議を醸したことについて、ロケは「南部ではよりリベラルだ」と述べ、大統領の発言を擁護した。
ロケは新型コロナウイルスのパンデミックに対するフィリピン政府の省庁間タスクフォースのメンバーを務めていたが、2021年9月にタスクフォースのオンライン会議の映像が流出した際に物議を醸した。映像にはロケがマニラ首都圏をより制限の少ない検疫プロトコルに戻す計画に反対した医師達を激しく非難し、暴言を吐く光景が映されていた。辞任を求める声がソーシャルメディアで広まり、彼は後に記者会見で謝罪した。

### 2019年上院選挙

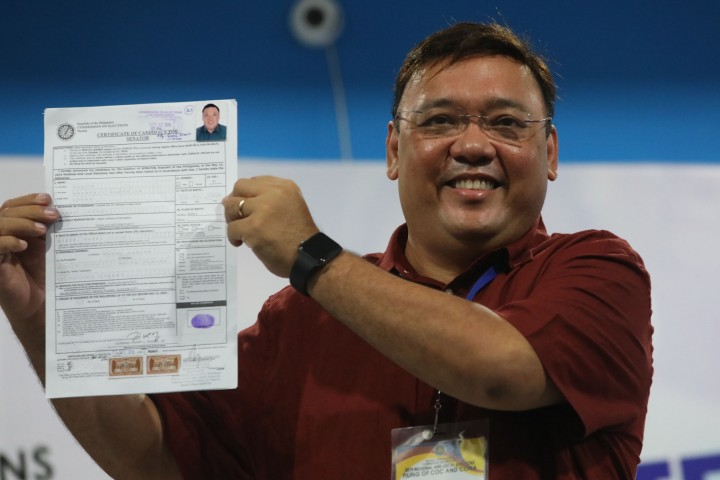
2019年の上院選用に立候補証明書を提出するロケ。

2018年10月5日、ロケは2019年の選挙で上院議員の座を争う事に関心があると報じられた。ドゥテルテはロケには勝ち目がないと考えており、彼に別の役職を与える用意があると語った。10月9日、ロケは10月3日のドゥテルテの健診のための病院訪問について知らされておらず、現在の職務を続ける立場にないのだろうかと思うことが多いと語り、辞職を仄めかした。結局彼は10月15日に辞任し、Luntiang Pilipinas党で下院議員に立候補する意向を表明した。ロケは後に、10月17日に共和国上院議員の立候補証明書を提出し、自身の政治計画を公にした。
2019年2月1日、ロケは病状を理由に2019年の上院選から撤退した。

### 大統領府報道官への復帰
2020年4月、ロケは2018年に彼の後を継いだサルバドール・パネロに代わってドゥテルテの大統領報道官に復帰した。2020年4月13日、ロケは新型コロナウイルスのパンデミックの中で、カルロ・ノグラレスに代わって新興感染症管理のための省庁間タスクフォース（IATF）の報道官に就任した。
2020年7月、ロケはスービック経済特区の海洋テーマパーク「オーシャンアドベンチャー」を訪れた際に必要な顔マスクを着用していなかったことで、パンデミック関連の検疫規則や健康プロトコルに違反しているとして批判された。彼は、今回の旅行はレジャー目的ではなく、バターン州の家族のビジネスを確認するためであり、目的地の近くにあるので立ち寄っただけだと説明した。彼はまた「イルカのそばにいただけだ」と述べ、社会的距離の違反を否定した。オーシャンアドベンチャーはロケの訪問時の写真をFacebookにアップロードしたが、まもなく削除された。ロケはその後謝罪したが、検疫プロトコルへの違反を否定した。「私はいかなる規制にも違反していないが、写真に気分を害された方がいることを認識しており、そのような方にはお詫びする。私はただの人間で、私の仕事には週末というものがないため、休憩が必要な場合は可能な限りそうする」と述べた。ロケは2021年3月15日に、新型コロナウイルスの検査で陽性反応が出たと発表した。

### 2022年上院選挙
ロケは、2021年11月15日に2022年上院選挙の立候補証明書を提出しており、これにより自動的に大統領府およびIATFの報道官の職を辞したことになる。彼はパオロ・マリオ・マルテリーノに代わって人民改革党から立候補している。彼はサラ・ドゥテルテが国家的地位への立候補を決断した場合、上院議員選挙に立候補することを約束していたと述べた。

## 私生活
ロケはプロテスタントである。彼は元放送記者のミラ・レイエスと結婚しており、2人の子供がいる。